# There's Something Wrong with the Children
There's Something Wrong with the Children es una película de terror estadounidense de 2023 dirigida por Roxanne Benjamin y escrita por TJ Cimfel y David White. La película está protagonizada por Alisha Wainwright, Zach Gilford, Amanda Crew y Carlos Santos . Jason Blum se desempeña como productor ejecutivo a través de su marca Blumhouse Television . 
There's Something Wrong with the Children se lanzó digitalmente en los Estados Unidos el 17 de enero de 2023.

## Argumento
Margaret y Ben hacen un viaje de fin de semana con sus viejos amigos Ellie y Thomas y sus dos hijos pequeños, Lucy y Spencer. Se quedan en un camping. A la mañana siguiente caminan por el bosque y se encuentran con un edificio antiguo con una cueva. Lucy y Spencer se sienten atraídos por un pozo en la cueva y ven una luz verde que ninguno de los adultos parece notar.
Regresan al campamento y Margaret se ofrece a cuidar a los niños mientras Ellie y Thomas tienen una cita romántica. Los niños expresan un fuerte deseo de regresar a la cueva, pero Margaret y Ben no les permiten salir. A la mañana siguiente, Lucy y Spencer desaparecieron. Ben corre hacia la cueva y descubre a Lucy y Spencer parados al borde del pozo antes de caer y presumiblemente morir. Ben, presa del pánico, regresa al campamento para advertir a los demás, pero descubre a Lucy y Spencer corriendo, completamente ilesas.
Durante la hora del almuerzo, los niños actúan maliciosamente con Ben, pareciendo darle bocadillos infestados de insectos y poniendo pastillas en la bebida de Thomas. Se revela que Ben está tomando estabilizadores del estado de ánimo, lo que provoca que aumenten las tensiones dentro del grupo. Ellie y Thomas acusan a Ben y Margaret de ser adultos irresponsables con los niños, para enojo de Ben cuando señala su mala crianza.
Más tarde, Spencer golpea a Ben con una pala. En la lucha, Ben golpea accidentalmente a Spencer, aparentemente matándolo. Ellie y Thomas están abrumados por el dolor y Lucy señala a Ben, haciendo que lo culpen. Ben lleva a Margaret al pozo, convencido de que los niños no son quienes parecen, pero no puede encontrar los cuerpos. Lucy lleva a Thomas al bosque. Margaret se da cuenta de que Ben estaba diciendo la verdad cuando encuentra a Ellie gravemente herida. Ellie sucumbe a sus heridas.
Margaret se esconde en el campamento. Ben se siente abrumado por la luz verde que los niños vieron antes. Parece que se arrojó al pozo como los niños cuando luego entra a la cabaña y le dice a Margaret que los niños tenían razón sobre el "brillo" (la luz verde). Ataca a Margaret cuando ella dice que no quiere convertirse en "uno de ellos". Ella huye pero los niños la arrastran a la cueva.
Margaret es testigo de cómo los niños arrojan el cuerpo de Ellie al pozo. Mientras están distraídos, ella empuja a los niños al pozo y huye. Ben intenta atacarla. Thomas ataca a Ben, sacrificando su vida en el proceso. Margaret agarra el auto y se va. Los niños y Ben aparecen en el camino y se toman de la mano. Margaret pisa el acelerador y apunta con su coche directamente al grupo.

## Reparto
- Alisha Wainwright como Margaret
- Amanda Crew como Ellie
- Carlos Santos como Tomás
- Zach Gilford como Ben
- Briella Guiza como Lucy
- David Mattle como Spencer
- Ramona Tyler como guardabosques

## Producción
En noviembre de 2021, There's Something Wrong with the Children se anunció como parte del acuerdo cinematográfico de Blumhouse Productions y Epix, con Roxanne Benjamin dirigiendo con TJ Cimfel y David White escribiendo el guion, con Zach Gilford, Amanda Crew, Alisha Wainwright y Carlos Santos. protagonizando la película.  

### Rodaje
La fotografía principal de la película comenzó en noviembre de 2021 en Nueva Orleans . 

## Estreno
There's Something Wrong with the Children se lanzó digitalmente y en vídeo a la carta en los Estados Unidos el 17 de enero de 2023. Fue lanzado en la plataforma de transmisión MGM+ el 17 de marzo de 2023. 

## Recepción
En el sitio web agregador de reseñas Rotten Tomatoes , el 62% de las reseñas de 34 críticos son positivas, con una calificación promedio de 5,9/10. El consenso del sitio web dice: "Conceptualmente fuerte pero desigual en su ejecución, There's Something Wrong with the Children es una película de terror útil que podría haber sido mucho más". En Metacritic , la película tiene una puntuación promedio ponderada de 53 sobre 100, basada en 7 críticas, lo que indica "críticas mixtas o promedio".
Christian Zilko de IndieWire le dio a la película una calificación de A− y escribió: "Si bien es una premisa que hemos visto muchas veces antes, [la película] supera su peso al hacer bien todas las pequeñas cosas".  Randy Myers de The Mercury News le dio 3/4 estrellas, diciendo que la directora Roxanne Benjamin "nunca permite que 'Children' se quede más allá de su bienvenida, lo que resulta en un paquete de miedo que vale la pena buscar".  Meagan Navarro de Bloody Disgusting le dio a la película 3/5 estrellas y escribió: "Si bien no es una reinvención completa del subgénero, ofrece suficientes ideas nuevas para diferenciarla del resto". 
Brian Tallerico de RogerEbert.com le dio a la película 2/4 estrellas, diciendo que "lleva MUCHO tiempo llegar a algo interesante; a veces, parece un guión que se habría adaptado mejor a un formato de antología como El Gabinete de Curiosidades de Guillermo del Toro". que la longitud de una característica".  Noel Murray, del Los Angeles Times, escribió que los niños "se convierten en diablillos diabólicos bastante estándar, causando daños que sólo ocasionalmente parecen dirigidos personalmente a los adultos, en escenas que recuerdan demasiado insípidamente a docenas de otras 'cabañas en el bosque'. películas." 